# Рік Брайт
Рік Артур Брайт (нар. 7 червня 1966, США) — американський імунолог та чиновник системи охорони здоров'я, колишній директор Агенції з розвитку біомедичних розробок та досліджень (2016—2020). У травні 2020 року скористався інститутом викривачів, проінформувавши про те, що його ранні попередження про пандемію коронавірусу 2019–20 років ігнорувалися, а його самого відсторонили, формально перевівши на іншу посаду.

## Дитинство та освіта
Рік Артур Брайт народився і виріс у Гатчинсоні, штат Канзас.
У 1984 році Брайт закінчив середню школу Гатчинсона. Після двох років навчання в Канзаському університеті був зарахований до збройних сил, а після звільнення з військової служби здобув ступінь бакалавра університету Оберн у Монтгомері. У 2002 році Брайт здобув ступінь доктора філософії з імунології та молекулярного патогенезу (вірусології) факультету біологічних та біомедичних наук Медичної школи університету Еморі. Тема його дисертація: «Дослідження патогенності та контролю вірусів грипу A H5N1 у мишей». Докторським консультантом Брайта була відома американська мікробіолог Жаклін Катц.

## Кар'єра
З 1990 по 1992 рік Брайт працював менеджером з продуктів у відділі досліджень Osborn Laboratories в Олейте, штат Канзас. З 1994 по 1995 рік Рік Брайт працював науковим співробітником в Alabama Reference Lab, в Монтгомері, штат Алабама. З 1997 по 2000 рік Брайт працював на кафедрі мікробіології та імунології університету Еморі.
З 1998 по 2002 рік Брайт працював у Центрі контролю та профілактики захворювань в Атланті, штат Джорджія, а саме у відділенні грипу, імунології та вірусного патогенезу. Там він вивчав підтип H5N1 вірусу грипу.
З 2002 по 2003 рік Брайт перейшов на роботу у фармацевтичну компанію Altea Therapeutics (дочірня компанія Nitto Denko) в Атланті, де він був старшим науковим співробітником.
У 2003 році Брайт знову приєднався до Центру контролю та профілактики захворювань в Атланті як імунолог та вірусолог, зосередившись на вивченні пташиного грипу. Він обіймав цю посаду до 2006 року.
З 2006 по 2008 рік Брайт працював в приватній компанії Novavax в штаті Меріленд, де він був віце-президентом з глобальних програм проти грипу, а також розробок вакцин. Завдяки своїй роботі він став радником ВООЗ та Міністерства оборони США, а також лауреатом престижної наукової премії імені Чарльза К. Шепарда. За цей час він також брав участь у комітетах ВООЗ з питань розвитку вакцин та готовності до пандемії.
У лютому 2008 року Брайт працював у неприбутковій організації PATH над проектом, який фінансував Фонд Білла і Мелінда Гейтс. Брайт був директором з розбудови потужностей для виробництва вакцин у В'єтнамі. Він також був науковим керівником проекту вакцини проти грипу, а також глобальної програми розвитку вакцини, посаду якого обіймав до жовтня 2010 року.
У 2010 році Брайт приєднався до Агенції з розвитку біомедичних розробок та досліджень при Міністерстві охорони здоров'я і соціальних служб США.
15 листопада 2016 року президент Обама призначив Брайта на посаду директора Агенції з розвитку біомедичних розробок та досліджень.
20 квітня 2020 року, в розпал пандемії COVID-19 у Сполучених Штатах, Брайт був переведений у Національний інститут охорони здоров'я. Брайт охарактеризував переведення його на нову посаду як помсту і попросив Генерального інспектора Міністерства охорони здоров'я і соціальних служб США розслідувати цей випадок.

## Скандал
5 травня 2020 року Брайт виступив інформатором, стверджуючи, що його ранні попередження про коронавірус були проігноровані. У своїй скарзі, поданій за допомогою відеоконференції, Брайт попросив відновити його на посаді директора Агенції з розвитку біомедичних розробок та досліджень, звинувативши адміністрацію Трампа у тому, що його звільнили за попередження про коронавірус та за його протидію скандального використання протималярійного препарату гідроксихлорохін (який активно підтримував Трамп), що збільшило смертність хворих на covid-19. 8 травня 2020 року Міністерство спеціальних радників Сполучених Штатів Америки, незалежне агентство, яке захищає викривачів, повідомило, що воно знайшло обґрунтовані підстави для розслідування, і заявило, що Брайт повинен бути відновлений на посаді голови Агенції з розвитку біомедичних розробок та досліджень під час проведення розслідування.